# Südliches Anhalt
Südliches Anhalt är en stad i Sachsen-Anhalt i Tyskland. Den bildades 1 januari 2010 genom sammanslagning av de dåvarande kommunerna Edderitz, Fraßdorf, Glauzig, Großbadegast, Hinsdorf, Libehna, Maasdorf, Meilendorf, Prosigk, Quellendorf, Radegast, Reupzig, Riesdorf, Scheuder, Trebbichau an der Fuhne, Weißandt-Gölzau, Wieskau och Wanzleben. Den 1 september 2010 tillkom även Gröbzig, Görzig och Piethen.